# Il bambino d'oro
Il bambino d'oro (The Golden Child) è un film del 1986 diretto da Michael Ritchie e con protagonista Eddie Murphy.

## Trama
Chandler Jarrell è un assistente sociale specializzato nel recuperare bambini e ragazzi scomparsi. Collaborando con la polizia, Jarrell finisce su una scena del crimine, dove viene rinvenuto il corpo di una ragazza uccisa a seguito di un macabro rituale. Dopo aver presenziato ad una trasmissione televisiva, Jarrell viene rintracciato da una ragazza americana di origini orientali, Kee Nang, la quale gli comunica che lui è "il prescelto".
Per tale motivo, Nang gli chiede di recarsi in Asia nel Tibet per ritrovare il "Bambino d'oro", un giovane monaco buddista immortale dotato di straordinari poteri, rapito da un demone di nome Sardo Numspa. Nonostante i suoi dubbi e le sue perplessità iniziali, Jarrell si convincerà a partire, in parte per coraggio e curiosità, in parte per amore nei confronti della sua compagna d'avventura Nang.
In Tibet, dopo esser stato raggirato da un abile venditore ambulante, viene scortato da Nang in un tempio buddista, dove i due protagonisti richiedono di ottenere un pugnale sacro. Solo dopo il superamento da parte di Jarrell di una pericolosa prova i monaci del tempio consegneranno loro il pugnale. Sulle tracce di Sardo Numspa, Nang morirà colpita da una freccia, mentre Jarrell riuscirà a rintracciare il Bambino d'oro, a uccidere il demone e a far rivivere Kee Nang grazie al potere del Bambino d'oro.

## Produzione
Dennis Feldman, un fotografo professionista, scrisse una sceneggiatura intitolata The Rose of Tibet, che secondo le sue intenzioni doveva essere "una storia alla Raymond Chandler con elementi soprannaturali". Il copione attirò l'attenzione delle maggiori case cinematografiche di Hollywood e dopo una sofferta lotta, fu la Paramount Pictures ad assicurarsene i diritti per 300,000 dollari.
Anche se il personaggio del bambino d'oro nel film è di sesso maschile, fu la piccola attrice Jasmine Reate (accreditata come "J.L. Reate") ad interpretare la parte sullo schermo. Originariamente avrebbe dovuto essere John Carpenter il regista del film, ma il regista statunitense rinunciò per girare Grosso guaio a Chinatown. Mel Gibson avrebbe dovuto interpretare la parte di Chandler Jarrell; ma - a causa dell'indisponibilità di Gibson - la produzione ripiegò su Murphy e trasformò il film in una commedia.

## Colonna sonora
The Golden Child: Music from the Motion Picture
Nella colonna sonora compaiono i seguenti brani (durata complessiva 2:45:38):
1. The Best Man in the World (interpretata da Ann Wilson) (testo di Ann Wilson, Nancy Wilson e Sue Ennis) – (musica di John Barry)
2. Body Talk (interpretata da Ratt) (testo e musica di Stephen Pearcy, Robbin Crosby, Warren DeMartini e Juan Croucier)
3. Wisdom of the Ages (diretta da John Barry) (testo e musica di John Barry)
4. (Let Your Love Find) The Chosen One (interpretata da Marlon Jackson) (Marlon Jackson)
5. The Chosen One (interpretata da Robbie Buchanan) (testo e musica di Michel Colombier)
6. Puttin' on the Ritz (diretta da Irving Berlin) (testo e musica di Irving Berlin)
7. Another Day's Life (diretta da David Wheatley) (testo e musica di David Wheatley)